# Xenocanthus singularis
Xenocanthus singularis is een keversoort uit de familie Hybosoridae. De wetenschappelijke naam van de soort is voor het eerst geldig gepubliceerd in 1988 door Howden & Gill.